# 彭山区
彭山区是中国四川省眉山市所辖的一个市辖区，古称武阳。位于成都市南约45公里，距眉山市东坡区城区18千米，距双流国际机场30千米，辖5街道3镇（其中青龙街道、锦江镇由天府新区眉山管委会代管），总面积465.32平方公里，总人口32.8236万。彭山区是国家级生态示范区、全国知识产权强县试点区、全国新型城镇化推进试点区、国家海峡两岸产业合作区、全国第二批农村改革试验区。

## 历史
- 东周慎靓王五年（前316年），秦国派遣张仪，司马错伐蜀，蜀王开明氏被秦军所杀。在蜀王败亡之地（今四川彭山武阳镇）置武阳县[4]。

- 汉武帝建元六年（前135年）置犍为郡为郡。
- 南朝梁改犍为县。
- 西魏改隆山县。
- 唐先天元年（712年），避李隆基讳，改名彭山县。
- 明洪武十年（1377年），彭山县并入眉县。
- 洪武十三年（1380年）眉县升为眉州，十一月复置彭山县，属眉州。
- 清康熙元年（1662年）彭山县并入眉州。
- 雍正六年（1728年）复设彭山县，仍隶属眉州。
- 1959年4月，彭山县并入眉山县，为眉山县彭山区。
- 1962年11月，恢复彭山县[5]。
- 2014年10月21日国务院批准撤销彭山县设立眉山市彭山区[6]。

## 政治

### 现任领导[7]
| 机构 | 中国共产党彭山区委员会 | 彭山区人民代表大会常务委员会                                               | 彭山区人民代表大会常务委员会 | 彭山区人民政府 | 彭山区人民政府                                 | 中国人民政治协商会议彭山区委员会 | 彭山区纪律检查委员会 |
| 职务 | 书记                   | 成员                                                                       | 主任                         | 区长           | 副区长                                         | 区政协主席                       | 书记                 |
| ---- | ---------------------- | -------------------------------------------------------------------------- | ---------------------------- | -------------- | ---------------------------------------------- | -------------------------------- | -------------------- |
| 姓名 | 黄秀航                 | 黄秀航、杨静、张瑾、伍懿、彭盛东、廖鹏、王松、梁兰、冷劲涛、李昇锦、唐国勇 | 杨兴弘                       | 杨静           | 王松、陆召友、王胜、刘江涛、周泽轩、钟华、钟阳 | 杨红                             | 伍懿                 |

## 地理
地处成都平原西南缘，地势东、西较高，中部为锦江、岷江河谷平原。
最高点在保胜乡石柱村北平观，海拔711.6米。最低点在江口街道尖山子的石牛栏，海拔410米。

## 交通
- 铁路：成昆铁路
- 公路： 成乐高速、 京昆高速
- 水运：岷江

## 行政区划
彭山区下辖5个街道办事处、3个镇：
凤鸣街道、青龙街道、观音街道、谢家街道、江口街道、锦江镇、公义镇和黄丰镇。

## 风景名胜
- 彭祖山
- 刘备墓
- 寿星谷
- 仙女湖
- 将军湖
- 凤鸣花谷
- 五湖四海
- 寺象耳寺
- 李密故里
- 香山仙洞
- 江口崖墓
- 江口沉银

## 特产
彭山甜皮鸭：沿袭清朝皇家烹饪技艺，卤鸭色泽鲜艳，外皮酥脆，肉质细嫩，口感甜咸交融，绵长醇厚，回味无穷。
南味豆腐乳
彭山葡萄：中国地理标志产品。
八百寿酒：“八百寿”于2008年被授予中国驰名商标，“彭祖”商标2011年被国家商务部认定为“中华老字号”。
长寿漂汤
毛血旺
九大碗
冰粉